# Charles Haberkorn
Charles Haberkorn (* 16. November 1880 in Württemberg, Deutsches Kaiserreich; † November 1966 in St. Louis) war ein US-amerikanischer Tauzieher und Ringer.

## Karriere
Haberkorn, der ursprünglich aus dem Königreich Württemberg stammte, emigrierte in die Vereinigten Staaten. Bei den Olympischen Spielen 1904 in St. Louis trat er sowohl im Tauziehen als auch im Ringen an. Im Tauziehen gewann er mit dem Southwest Turnverein of St. Louis die Bronzemedaille. Im Leichtgewichtswettkampf des Freistilringen schied Haberkorn bereits nach seinem ersten Kampf aus.